# HTMLフォーム認証

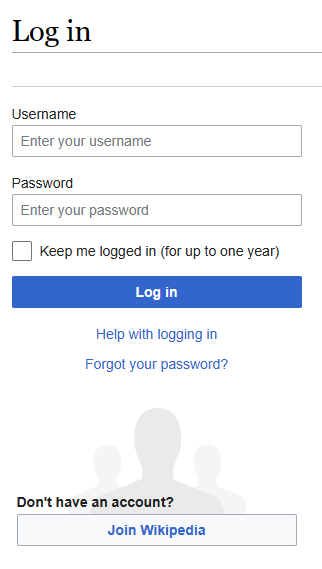
ウィキペディアのログインフォーム

HTMLフォーム認証は、ウェブサイトがフォームを使って、ユーザーエージェント（典型的にはウェブブラウザ）から認証情報（クレデンシャル）を収集し、認証を行う技法である。単にフォーム認証とも呼ばれる。

## 手順の概略
典型的には、以下の手順となる。
1. 認証していない状態のユーザーエージェントがウェブサイトからウェブページを要求する。
2. ウェブサイトは返答としてHTMLで書かれたウェブページをユーザーエージェントに渡す。このウェブページには、アカウント（ユーザー名あるいはEメールアドレスなど）・パスワードの入力を求めるフォームがあり、さらにログインや送信などと書かれたボタンが用意されている。
3. 利用者はユーザー名とパスワードを入力し、ボタンを押す。
4. ユーザーエージェントはフォームの入力内容をウェブサーバーに送信する。
5. ウェブサーバー内で実行されているプログラムは検証と承認（英語版）を行う。成功したら、指定のアカウントとしてのセッションが開始される。
  - 以後、セッションを維持する方法としては、セッションID（英語版）をHTTPクッキーに保存する方法がよく用いられる。

認証の方法として、パスワード以外にさらに追加の手順を課す多要素認証としたり、WebAuthnなどパスワードを用いない方法が採用されることもある。

## コード例 (HTML)
実際には、これに加えてクロスサイトリクエストフォージェリ (CSRF)への対策が必須である。クロスサイトリクエストフォージェリ#対策などを参照のこと。
```
<
form
 
method
=
"POST"
 
action
=
"/login"
>

  
<
label
>
ユーザー名: 
<
input
 
type
=
"text"
 
name
=
"username"
 
autocomplete
=
"username"
 
required
></
label
>

  
<
label
>
パスワード: 
<
input
 
type
=
"password"
 
name
=
"password"
 
autocomplete
=
"current-password"
 
required
></
label
>

  
<
button
 
type
=
"submit"
>
ログイン
</
button
>

</
form
>

```

## ウェブサーバーにおけるサポート
フォーム認証は、一般的にウェブアプリケーションフレームワークによって提供される機能であるが、ウェブサーバーが機能を提供する例もある。
- Apache HTTP Server: mod_auth_form